# Франц Пешль
Франц Пешль (нім. Franz Pöschl; 2 лютого 1917, Мюнхен — 25 січня 2011, Гамбург) — німецький офіцер, оберстлейтенант вермахту, генерал-лейтенант бундесверу. Кавалер Лицарського хреста Залізного хреста.

## Біографія
У 1936 році вступив в 100-й гірський полк в Бад-Райхенгаллі. В 1938 році полк став частиною 1-ї гірської дивізії. На різних посадах брав участь у боях в Польщі, Греції, Криті, СРСР та Італії. В 1944 році очолив 143-й гірсько-піхотний полк 6-ї гірської дивізії у Фінляндії.
Після повернення з полону в 1952-55 роках навчався в поліцейській школі, відповідав за громадянське виховання державної поліції в Баварії. З липня 1955 по 1956 рік — старший урядовий радник і керівник оборонного департаменту в баварській канцелярії, а також член комітету з оцінки персоналу бундесверу.
1 січня 1960 року вступив в бундесвер, заступник командира бригади, з 1 липня 1961 по березень 1965 року — командир 23-ї гірсько-піхотної бригади в Бад-Райхенгаллі. В 1966-70 роках — командир 1-ї повітряно-десантної дивізії в Брухзалі. З жовтня 1972 по березень 1978 року — командир 3-го корпусу. Оскільки Пешль був одним з небагатьох членів СДПН в керівництві бундесверу, він був довіреною особою міністра оборони Гельмута Шмідта. Пешль був єдиним генералом, який засудив ядерну стратегію, яка проводилась на маневрі WINTEX 71, зокрема назвав форму військового керівництва «божевільною і дурною».

## Нагороди
- Залізний хрест 2-го і 1-го класу
- Штурмовий піхотний знак в сріблі
- Нагрудний знак «За поранення» в золоті
- Німецький хрест в золоті (30 липня 1942) — як командир 3-ї роти 1-го батальйону 100-го гірського полку 5-ї гірської дивізії.
- Лицарський хрест Залізного хреста (23 лютого 1944) — як командир свого батальйону.
- Почесна застібка на орденську стрічку для Сухопутних військ (15 лютого 1945)
- Орден «За заслуги перед Федеративною Республікою Німеччина», командорський хрест (1973)